# Psephellus goeksunensis
Psephellus goeksunensis là một loài thực vật có hoa trong họ Cúc. Loài này được (Aytaç & H.Duman) Greuter & Raab-Straube mô tả khoa học đầu tiên năm 2006.